# Willem Henrik Emile van der Borch van Verwolde
Willem Hendrik Emile baron van der Borch van Verwolde (Gorssel, 30 oktober 1882 - Biarritz, 5 november 1969) was een Nederlandse burgemeester.

## Biografie
Mr. Van der Borch was lid van de familie Van der Borch en een zoon van burgemeester en Tweede Kamerlid Allard van der Borch van Verwolde (1842-1919), heer van Verwolde en diens tweede echtgenote Paulina Adriana Jacoba barones van Zuylen van Nijevelt (1846-1926). Hij trouwde drie maal en was de vader van onder anderen de bibliofiel en uitgever Emile van der Borch van Verwolde (1910-1943) en van Allard van der Borch van Verwolde (1926-2008). In 1911 werd hij  burgemeester van Gorssel hetgeen hij zou blijven tot 1928. Ook zijn vader was burgemeester van die gemeente geweest. Ook zijn broer Allard Philip baron van der Borch van Verwolde was burgemeester, van Holten.